# Comté de Jackson (Texas)
Pour les articles homonymes, voir Jackson et Comté de Jackson.
Le comté de Jackson , en anglais : Jackson County, est un comté situé dans le sud-est de l'État du Texas aux États-Unis. Le siège de comté est la ville d'Edna. Selon le recensement de 2020, sa population est de 14 988 habitants. Le comté a une superficie de 2 219 km2, dont 2 148 km2 en surfaces terrestres. Fondé le 17 mars 1836, il est nommé en l'honneur d'Andrew Jackson, 7e président des États-Unis, de 1829 à 1837.

## Organisation du comté
Le 5 décembre 1835, la municipalité de Jackson est créée par le gouvernement provisoire du Texas, sur les terres du comté de Matagorda. La ville devient comté de la république du Texas, le 17 mars 1836. Le 29 décembre 1845, après plusieurs aménagements fonciers, le comté de Jackson est intégré à l’État du Texas, nouvellement créé.
Il est baptisé en référence à Andrew Jackson, général de l'United States Army, puis 7e président des États-Unis
,.

## Comtés adjacents
| Comté de Lavaca   | Comté de Colorado | Comté de Wharton   |
|                   | comté de Jackson  |                    |
| Comté de Victoria | Comté de Calhoun  | Comté de Matagorda |

## Géographie - Climat

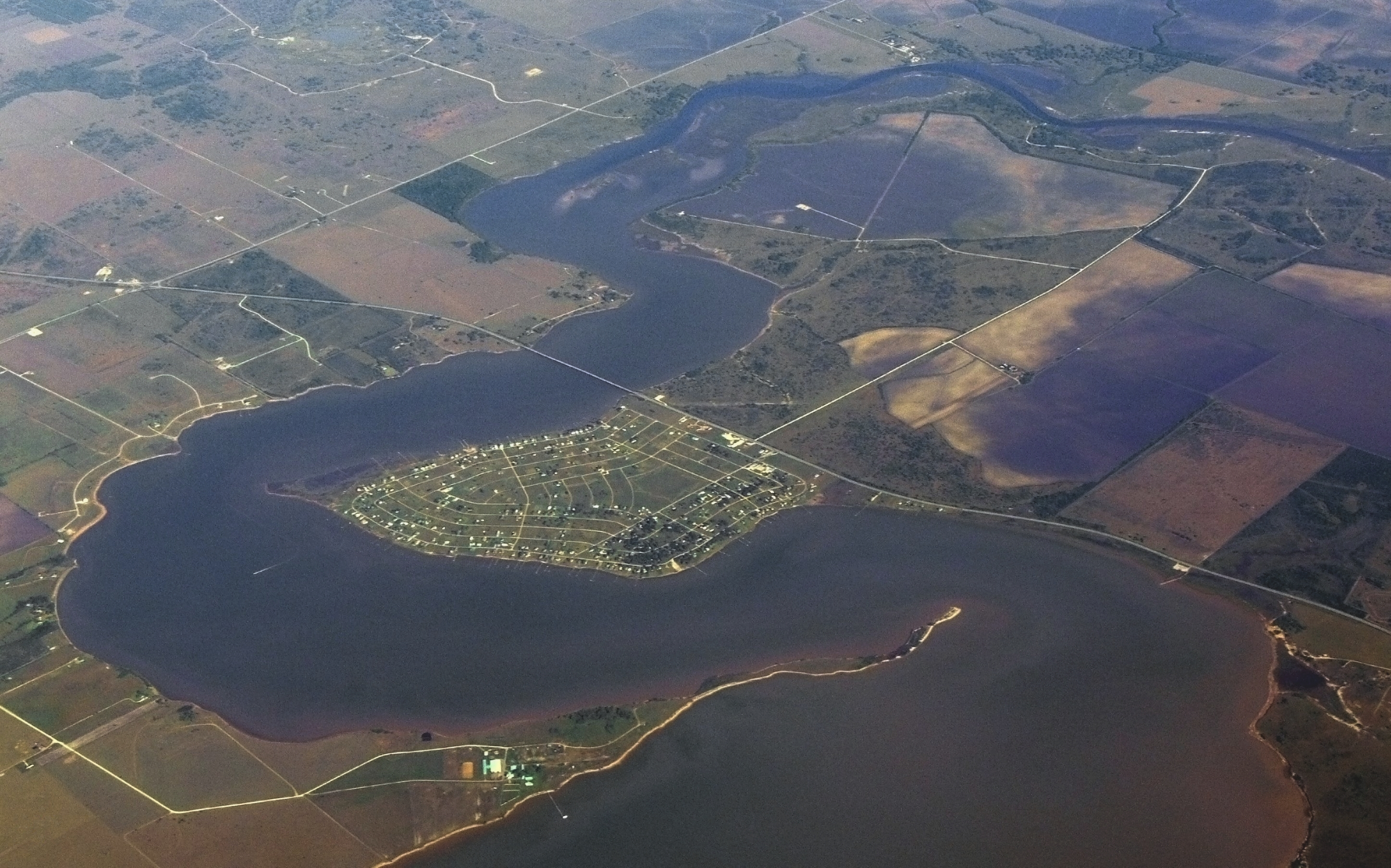
La baie Carancahua.

Le comté de Jackson est situé au sud-est du Texas, dans la région des prairies côtières du golfe du Mexique, aux États-Unis,.
Il a une superficie totale de 2 219 km2, composée de 2 148 km2 de terres et de 71 km2 de zones aquatiques.
Le comté a un climat subtropical humide. Les tempêtes tropicales et les ouragans sont possibles entre juin à octobre.
L'altitude du comté varie de 46 m à 304 m. Les précipitations annuelles moyennes sont de 1 016 mm.

## Démographie
Lors du recensement de 2010, le comté comptait une population de 14 075 habitants. Elle est estimée, en 2018, à 14 874 habitants,.
| Groupes           | Comté de Jackson | Texas | États-Unis |
| ----------------- | ---------------- | ----- | ---------- |
| Blancs            | 81,3             | 70,4  | 72,4       |
| Autres            | 8,8              | 10,6  | 6,4        |
| Afro-Américains   | 7,0              | 11,9  | 12,6       |
| Métis             | 2,1              | 2,5   | 2,7        |
| Amérindiens       | 0,4              | 0,7   | 0,9        |
| Asiatiques        | 0,4              | 3,8   | 4,8        |
| Total             | 100              | 100   | 100        |
|                   |                  |       |            |
| Latino-Américains | 29,0             | 37,6  | 16,7       |

Pyramide des âges du comté de Jackson (2000).

Selon l'American Community Survey, pour la période 2011-2015, 78,80 % de la population âgée de plus de 5 ans déclare parler anglais à la maison, alors que 20,49 % déclare parler l’espagnol et 0,71 % une autre langue.